# Elmwood Park (Wisconsin)
Pour les articles homonymes, voir Elmwood Park.
Elmwood Park est un village du comté de Racine, dans l'État du Wisconsin, aux États-Unis. En 2020, il comptait une population de 510 habitants.